# GENスポーツパレス
GENスポーツパレスは、東京都新宿区に所在する複合スポーツ施設。

## 歴史

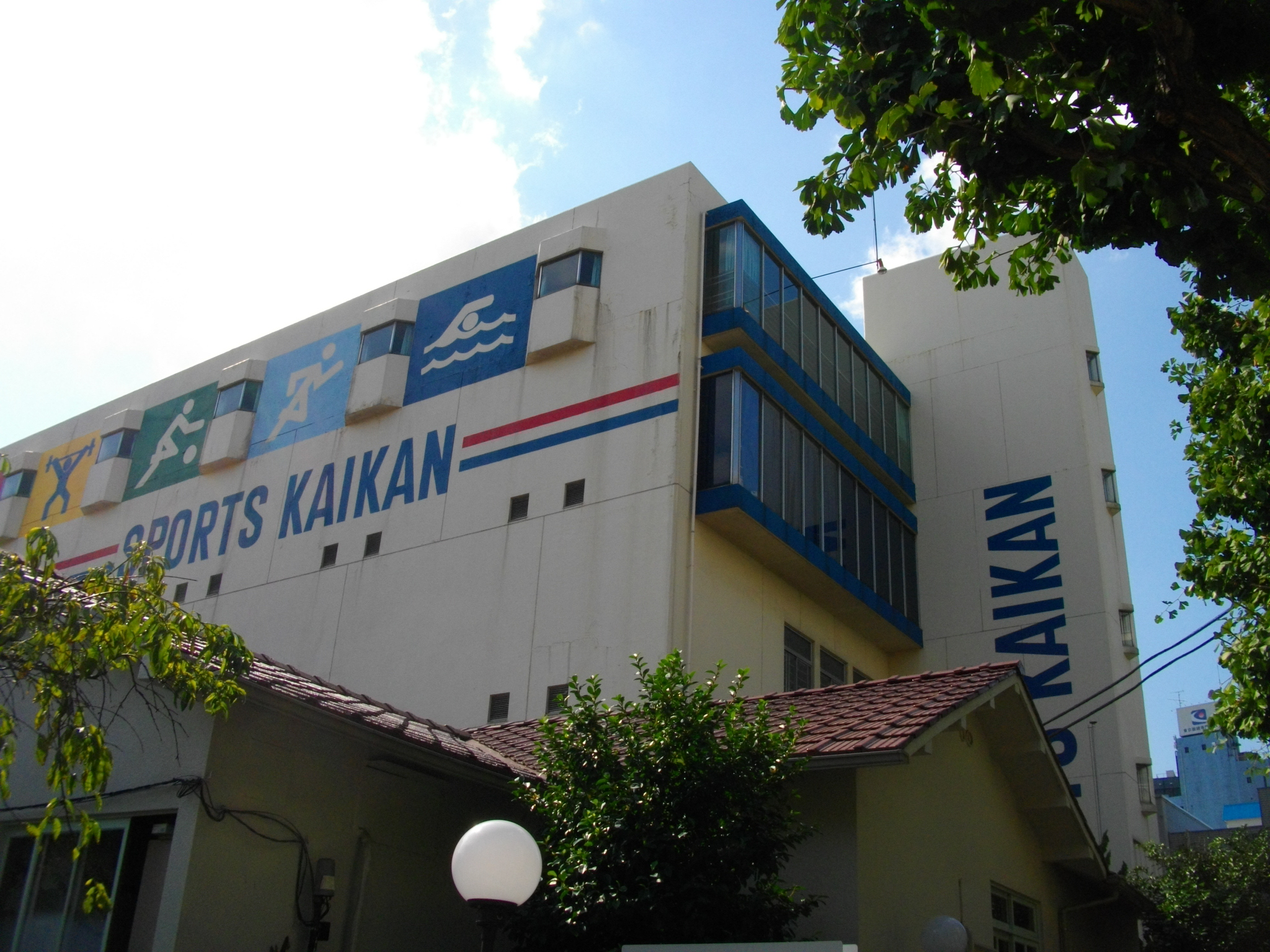
スポーツ会館時代の写真。

建物は2012年までスポーツ会館として同名の財団法人により管理、運営されていた。
閉館後、プロレス団体「WRESTLE-1」を運営するGENスポーツエンターテインメントが買収、施設名もGENスポーツパレスに変更。
- 2014年
  - 3月4日 GEN事務所が2階に移転[2]。
  - 4月18日 K-1 GYM 総本部が3階にオープン[3]。
  - 7月7日 4階のW-1道場を初公開[1]。道場にはプロレス用とボクシング用2タイプのリングが用意されており、W-1道場マッチに加え、K-1チャレンジ（K-1アマチュア大会）にも利用されている。
- 2015年4月1日 総合スポーツ塾「GENスポーツアカデミー」を開校[4]。
- 2016年2月1日 カポエィラ・テンポ 大久保アカデミーアが3階にオープン。

## 施設
- 地下1階
- 1階
  - 炊事場[1]
  - 休憩室[1]
  - 更衣室[1]
- 2階
  - ロビー
  - GEN社事務所[2]
- 3階
  - K-1ジム総本部
  - トレーニングスペース[1]
  - GENスポーツアカデミー
  - カポエィラ・テンポ 大久保アカデミーア
- 4階
  - プロレス、K-1のリングやオクタゴンが常設。リングをしまって体育館として使用することも可能であり、K-1（主にKrush-EX）の試合会場としても使用されている[5]。
  - 元はWRESTLE-1道場として使用されていたが、2020年のW-1活動停止以降は他のプロレス団体に貸し出している。
- 5階
  - ランニングトラック[1]

## GENスポーツアカデミー
GENスポーツパレスで開校しているスポーツ競技塾。運営はGENスポーツマネジメント。

### プログラム
- ストライキングクラス
- トレーニングクラス
- ケトルベル
- MMA
- プロレス流フィットネスクラス「レッスルフィット」
- ヨガクラス
- 柔術、グラップリングクラス
- こどもレスリングクラス
- こども体操クラス

### 所属選手
- 山本アーセン
- 山本美憂

### スタッフ

#### 総監督
- 山本郁榮

#### アドバイザー
- 山本聖子

#### トレーナー
- 安達巧
- 上田貴央
- 山田崇太郎
- 池宮真由美
- 佐々木憂流迦